# Léon Carvalho
Léon Carvalho (eller Carvaille), född 18 januari 1825, död 29 december 1897, var en fransk sångare. Han var från 1853 gift med Caroline Miolan-Carvalho.

## Fotnoter
1. ↑  Léonoredatabasen, Frankrikes kulturministerium, Léonore-ID: LH//439/2, läst: 9 oktober 2017.[källa från Wikidata]
2. 1 2  SNAC, SNAC Ark-ID: w6qn6jd5, läs online, läst: 9 oktober 2017.[källa från Wikidata]
3. 1 2 3 4 5  arkiv Storico Ricordi, Archivio Storico Ricordi person-ID: 13802, läst: 3 december 2020.[källa från Wikidata]
4. ↑  unknown value, Карвальо, Riemanns musiklexikon (1901–1904).[källa från Wikidata]
5. 1 2 3  unknown value, Карвальо, Riemanns musiklexikon (1901–1904).[källa från Wikidata]